# Douy
Douy è un ex comune francese di 542 abitanti situato nel dipartimento dell'Eure-et-Loir nella regione del Centro-Valle della Loira.
Dal 1º  gennaio 2017 il comune è stato incorporato con i comuni di Autheuil, Charray, Cloyes-sur-le-Loir, La Ferté-Villeneuil, Le Mée, Montigny-le-Gannelon, Romilly-sur-Aigre e Saint-Hilaire-sur-Yerre per formare il nuovo comune di Cloyes-les-Trois-Rivières.

## Società

### Evoluzione demografica
Abitanti censiti